# Прикордонна служба Великої Британії
Прикордонна служба Великої Британії (англ. UK Border Force) — національний правоохоронний орган Великої Британії, який виконує обов'язки прикордонної служби і митниці, та підпорядкований Хоум-офісу (Міністерству внутрішніх справ). Служба виконує завдання із охорони кордону в 140 аеропортах, морських портах та залізничних станціях (не рахуючи дрібних аеродромів  та причалів), та є відповідальною за іміграційний та митний контроль пасажирів і вантажів, які прибувають до Великої Британії. До 2012 року функції охорони кордону виконувало Прикордонне агенство Великої Британії, але через критику його діяльності воно було розділене на Візово-іміграційну службу, Службу охорони візового законодавства та, власне, Прикордонну службу.
Нагляд за роботою Прикордонної служби здійснює Незалежний головний інспектор кордонів та іміграції. В 2024 році було додатково створене Командування прикордонної безпеки для боротьби із організованою іміграційною злочинністю.
Оскільки Велика Британія розташована на островах, а наземний кордон є тільки із Ірландією, із якою діє договір про Єдиний міграційний простір, єдиним наземним сполученням яке має охороняти прикордонна служба є Євротунель. Для цього в континентальній Європі розташовані декілька британських прикордонних пунктів на вокзалах, з яких відправляються потяги до Великої Британії: Париж-Північний, Лілль-Європа та ще декілька у Франції, Брюссель-Південний в Бельгії, Амстердам-Центральний та Роттердам-Центральний в Нідерландах, а також в Кале вже на в'їзді в Євротунель. Крім цього, британські прикордонні пункти розташовані у французьких морських портах Кале та Дюнкерка.
Службовці Прикордонної служби мають повноваження як іміграційних посадових осіб, так і митних. До їх обов'язків також належить протидія тероризму, зокрема виявлення і запобігання незаконному ввезенню зброї, вибухових і радіоактивних матеріалів злочинцями чи терористами. Крім цього, в службовців Прикордонної служби є повноваження затримувати осіб за злочини правопорушення не пов'язані із іміграцією чи митними питаннями. В такому разі прикордонних може затримати особу на три години до прибуття поліцейського. Це право поширюється і на британські прикордонні пункти у Франції та Бельгії, і в такому разі британський прикордонник має передати затриману особу поліцейським країни перебування.

## Історія
До 2007 року у Великій Британії існувало три агенства відповідальних за охорону кордону:
- Управління податкових та митних зборів[en] (англ. HM Revenue and Customs) займалося митними питаннями;
- Директорат з іміграції та громадянства (англ. Immigration and Nationality Directorate) займався всіма іміграційними питаннями на прикордонних пунктах та по всій британській території;
- Агенство "UKVisas" займалось видачею віз[en] в британських консульських установах закордоном та в установах в самій Британії.

Пропозиції створити єдиний прикордонний орган почали звучати ще в 2003 році. В 2005 році Управління митних і акцизних зборів (англ. HM Customs and Excise) та Служба внутрішнього оподаткування (англ. Inland Revenue) були об'єднані в Управління податкових та митних зборів, яке займалося митним контролем на британському кордоні до 2009 року. В 2007 році Директорат з іміграції та громадянства перетворили на Прикордонно-іміграційне агенство (англ. Border and Immigration Agency), яке почало здійснювати іміграційний контроль на прикордонних пунктах. Воно проіснувало рівно рік, і в 2008 році його замінили на Прикордонне агенство Великої Британії (англ. UK Border Agency).
Прикордонне агенство Великої Британії утворили об'єднанням Прикордонно-іміграційного агенства, UKVisas та частини Управління податкових та митних зборів. Новостворене агенство стало одним із найбільших правоохоронних органів Великої Британії. Однак, його робота регулярно піддавалась критиці, і в листопаді 2011 року тодішня міністерка внутрішніх справ Тереза Мей доручила Головному інспектору Прикордонного агенства провести ретельний аудит діяльності цього агентва. В результаті, 1 березня 2012 року на заміну Прикордонному агенству була створена Прикордонна служба Великої Британії.

## Обов'язки

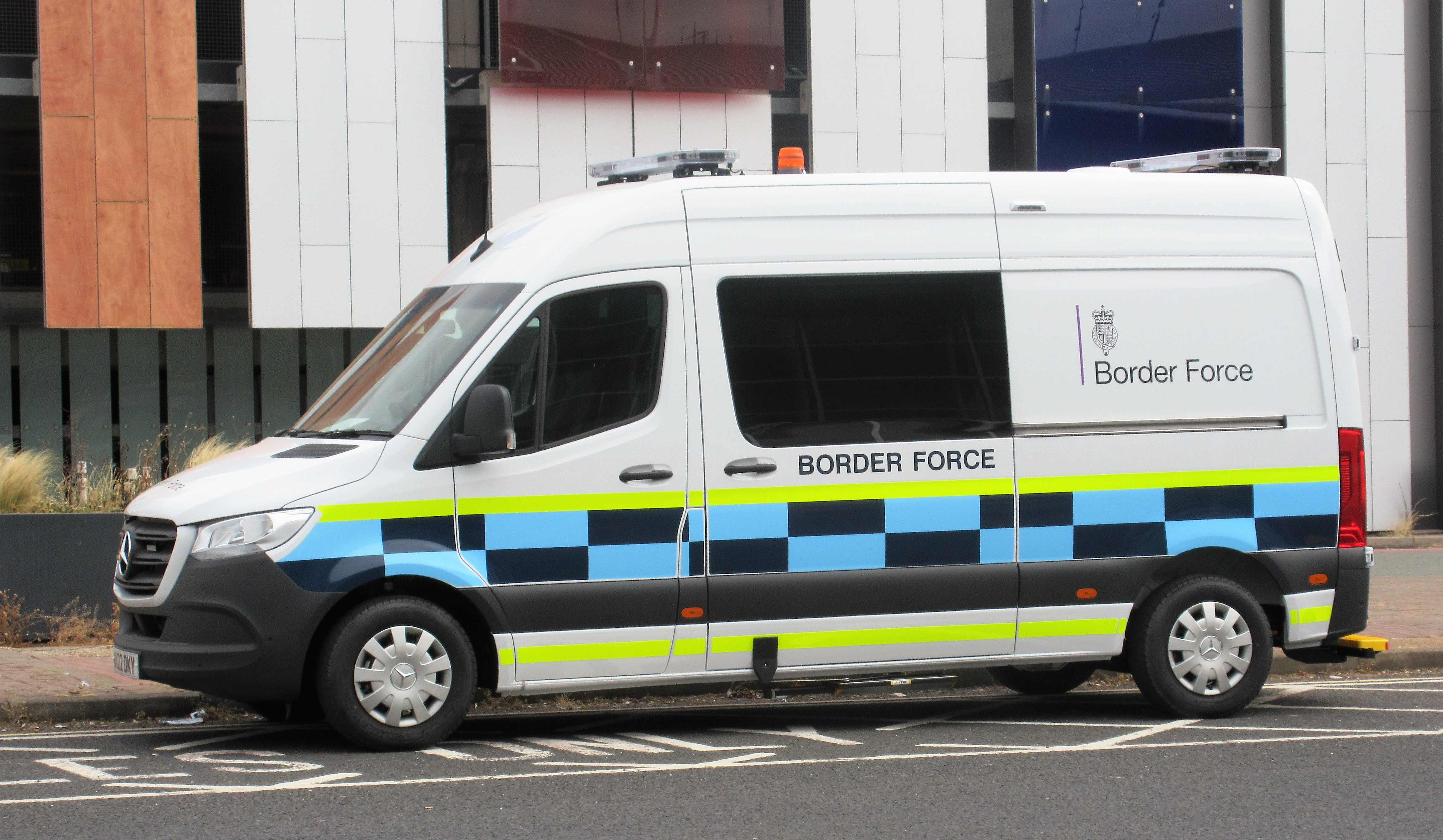
Автомобіль Mercedes-Benz Sprinter прикордонної служби із блакитно-чорним маркуванням Баттенберг, припаркований біля аеропорта.

Обов'язками Прикордонної служби Великої Британії є:
- перевірка міграційного статусу осіб, які прибувать або покидають територію Великої Британії;
- перевірка багажу, транспортних засобів та вантажних контейнерів на наявність контрабанди чи нелегальних мігрантів, які там переховуються;
- патрулювання морських кордонів Великої Британії та перевірка суден, які його перетинають;
- збір розвідувальних даних про злочинну діяльність пов'язану із кордоном;
- повідомлення поліції та інших правоохоронних органів про осіб, які їм можуть бути цікаві;

Прикордонна служба здійснює цілодобовий прикордонний контроль на 140 залізничних, авіаційних та морських пунктах пропуску у Великій Британії та у Західній Європі, а також на тисячах дрібніших аеродромів, портів та причалів. В липні 2024 року Хоум-офіс оголосив про створення Командування прикордонної безпеки, додаткового наглядового органу Прикордонної служби, завданням якого буде боротьба із організованою міграційною злочинністю. Цей новий орган підпорядковується безпосередньо міністру внутрішніх справ (голові Хоум-офісу) та координуватиме діяльність Національного агенства боротьби зі злочинністю, розвідувальних органів та поліції у питаннях боротьби із організованими групами контрабандистів.

## Територіальний поділ
Прикордонна служба Великої Британії поділяється на шість операційних регіонів:
- Хітроу
- Південно-східний
- Південний
- Центральний
- Північний
- Європейський

## Однострій та звання

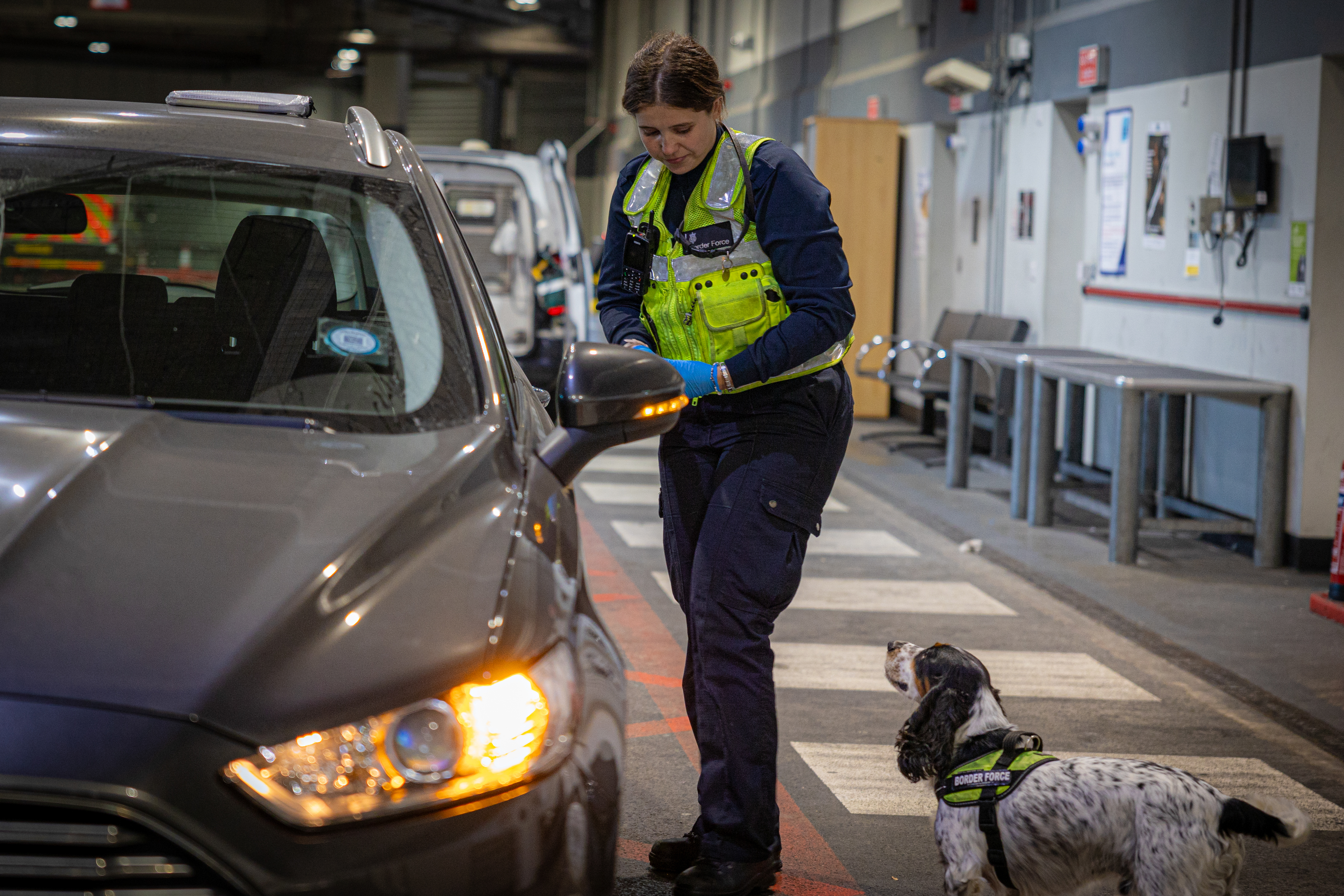
Прикордонниця із службовою собакою.

Британські прикордонники носять темно-синій однострій без головного убору, також на них може бути бронежилет або розвантажувальний жилет. На плечах їхніх одностроїв прикріплені погони із особистим номером та званням. Зазвичай, вони носять із собою кийок, кайданки та рацію. Також на них може бути світловідбивальний жилет. Звання службовців Прикордонної служби відображається на їх погонах, які розміщуються на обох плечах (прикріплені до сорочки, светра чи піджака), і є частиною їхнього однострою. На погонах службовців із званням вищого офіцера або нижче присутній їх персональний номер.
В Прикордонній службі Великої Британії є такі звання:
- Адміністративний помічник (англ. Administrative Assistant) - лише особистий номер;
- Помічник офіцера (англ. Assistant Officer) - один шеврон над особистим номером;
- Офіцер (англ. Officer) - одна зірка над особистим номером;
- Вищий офіцер (англ. Higher Officer) - дві зірки над особистим номером;
- Старший офіцер (англ. Senior Officer) - три зірки;
- Помічник директора (англ. Assistant Director) - Корона Святого Едуарда;
- Заступник директора (англ. Deputy Director) - корона Святого Едуарда над однією зіркою;
- Директор (англ. Director) - одна зірка над геральдичними воротами огорненими лавровими гілками;
- Старший директор (англ. Senior Director) - корона Святого Едуарда над геральдичними воротами огорненими лавровими гілками;
- Генеральний директор (англ. Director General) - корона Святого Едуарда над двома зірками над геральдичними воротами огорненими лавровими гілками;

## Єдиний міграційний простір
Британський іміграційний контроль здійснюється в межах Єдиного міграційного простору, який утворено за міжнародним договором про свободу пересування в межах території, яка складається із Великої Британії, британських коронних володінь та Республіки Ірландія. Дозвіл на в'їзд до будь-якої частини цього простору, по суті, автоматично означає дозвіл на в'їзд до всіх інших частин, однак на особу, яка подорожує із однієї частини простору до іншої, покладається обов'язок самостійно заявити про перетин кордону. Попри існування Єдиного міграційного простору, все ще існує можливість бути депортованим із Великої Британії до Ірландії чи навпаки, хоча за правилами британського Хоум-офісу депортувати ірландців можна лише у вийняткових обставинах.

## Присутність в інших країнах

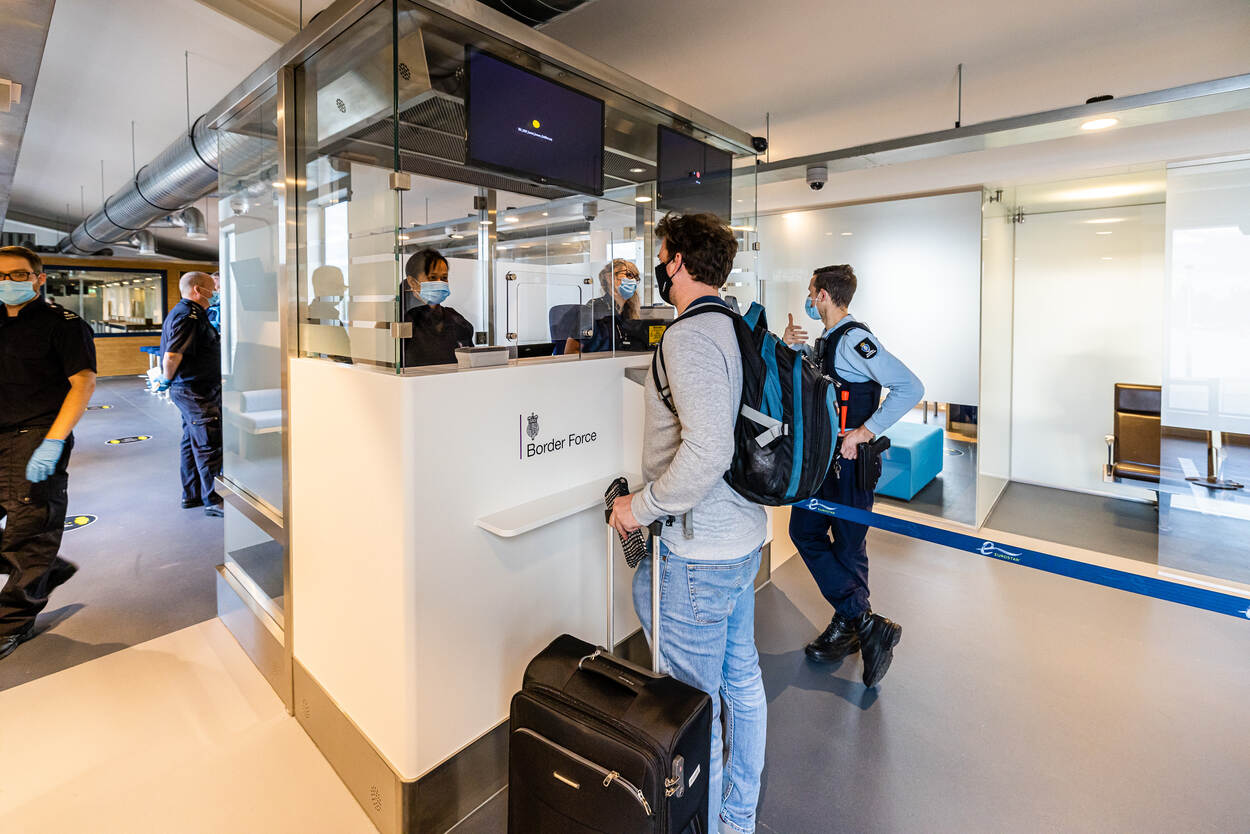
Британський пункт прикордонного контролю на центральному залізничному вокзалі Амстердама.

При в'їзді до Великої Британії через Євротунель (залізничний термінал в Кале) або із портів Кале чи Дюнкерка, британський прикордонний контроль здійснюється ще на території Франції, на в'їзді в тунель (якщо контроль не був здійснений на вокзалі відправлення) або в портах відповідно. Для цього біля в'їзду до тунелю та в портах Кале та Дюнкерк присутні британські прикордонні пункти.
Також, британські прикордонні пункти є і на деяких залізничних вокзалах в континентальній Європі:
- Париж-Північний
- Лілль-Європа[en]
- Бур-Сен-Морис
- Мутьє-Сален-Брід-ле-Бен
- Брюссель-Південний
- Амстердам-Центральний
- Роттердам-Центральний[en]

Пройшовши британський прикордонний контроль на цих станціях, пасажири, прибувши до Великої Британії можуть одразу виходити в місто, без перевірки по прибуттю. Це працює і в зворотньому напрямку: французькі прикордонні пункти є на вокзалі Сент-Панкрас в Лондоні та на в'їзді в Євротунель із британської сторони (залізничний термінал у Фолкстоні). При цьому французькі прикордонники здійснюють контроль не лише тих пасажирів, які прямують до Франції, але і тих, хто прямує до Бельгії чи Нідерландів, оскільки всі ці три країни входять до Шенгенської зони.
Схожа система працює і в США: американські прикордонники присутні в аеропортах деяких інших країн. Вони здійснюють прикордонний контроль пасажирів, які летять до США, ще в пункті відправлення, до того як ці пасажири фізично попадуть на територію США.

## Судна

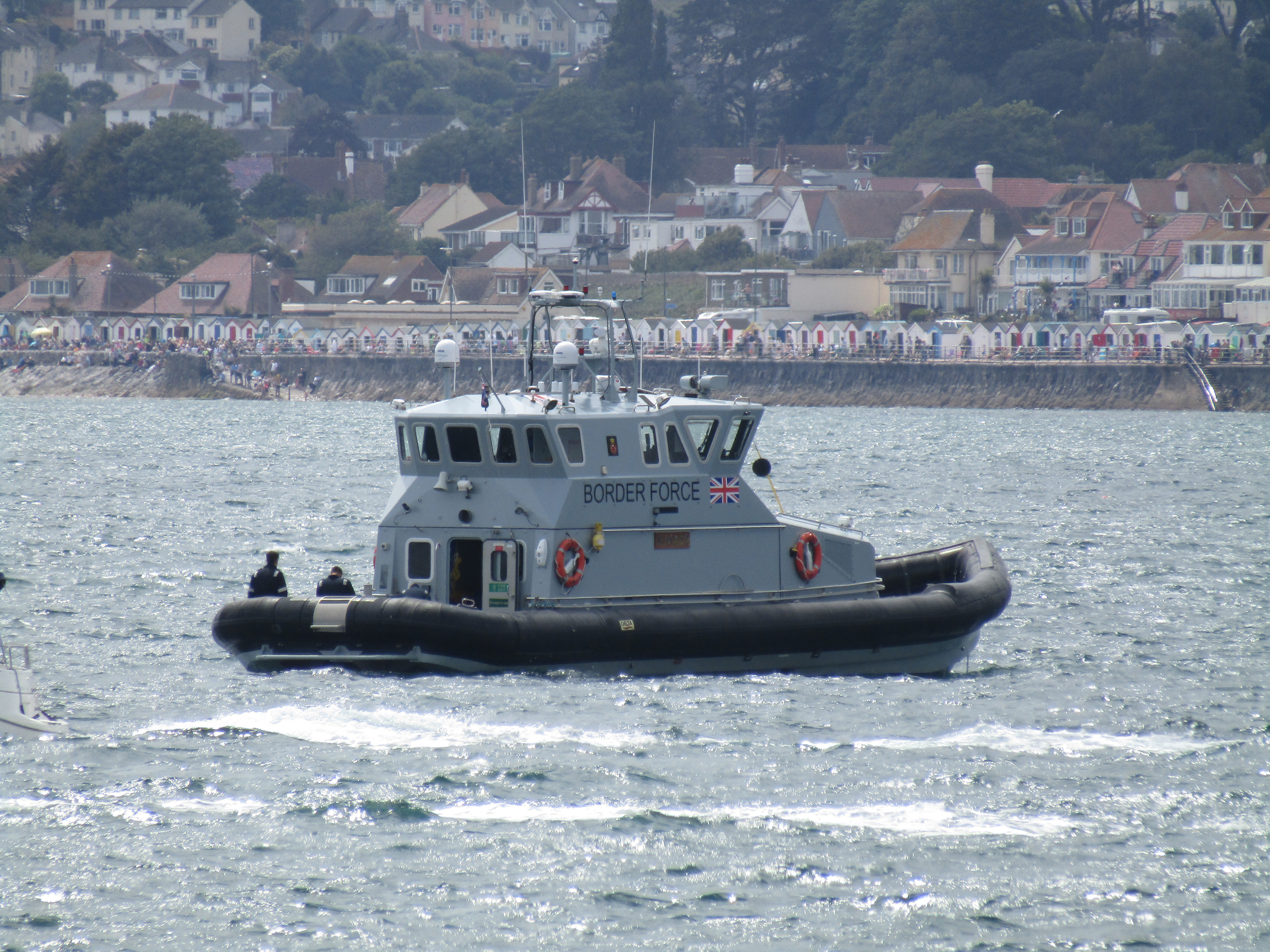
Судно прикордонної служби під час патрулювання.

Всі судна Прикордонної служби Великої Британії мають префікс "HMC" (англ. His Majesty's Cutter, тобто "Куттер його величності"). В період між травнем та жовтнем 2015 року два судна прикордонної служби, НМС Protector та HMC Seeker здійснювали пошуково-рятувальні операції в Середземному морі. У 2022 році повідомлялось, що додаткові човни та екіпажі були зафрахтовані (на термін до шести місяців) у компаній, пов'язаних із прибережною вітроенергетикою.
В 2024 році урядом було оголошено про створення нової команди в складі Прикордонної служби, для боротьби із контрабандистами, які намагаються провезти нелегальні речі у Велику Британію морем. Було заявлено що "новий Морський Директорат тісно співпрацюватиме із іншими правоохоронними органами щоб покращити розвідку та співпрацю із іншими країнами". В березні 2025 року було повідомлено про успішну операцію із недопущення ввезення до Великої Британії кокаїну вартістю в 58 мільйонів фунтів, що стало першим публічним успіхом новостореного Морського Директорату.
| Судно         | Клас                    | Поч. служби | Водозміщення | Тип              |
| ------------- | ----------------------- | ----------- | ------------ | ---------------- |
| HMC Seeker    | UKBF 42m Customs Cutter | 2001        | 257 т        | куттер           |
| HMC Searcher  | UKBF 42m Customs Cutter | 2002        | 257 т        | куттер           |
| HMC Vigilant  | UKBF 42m Customs Cutter | 2003        | 257 т        | куттер           |
| HMC Valiant   | UKBF 42m Customs Cutter | 2004        | 257 т        | куттер           |
| HMC Protector | Telkkä                  | 2014        | 434 т        | куттер           |
| HMC Active    | 20m RIB                 | 2016        | 31 т         | патрульний катер |
| HMC Alert     | 20m RIB                 | 2016        | 31 т         | патрульний катер |
| HMC Eagle     | 20m RIB                 | 2016        | 31 т         | патрульний катер |
| HMC Nimrod    | 20m RIB                 | 2016        | 31 т         | патрульний катер |
| HMC Hunter    | 20m RIB                 | 2018        | 31 т         | патрульний катер |
| HMC Speedwell | 20m RIB                 | 2018        | 31 т         | патрульний катер |

## Атака на іміграційний центр в Дуврі
30 жовтня 2022 року на новий на той момент іміграційний центр в Дуврі був здійсений терористичний напад: хтось почав в нього кидати із машини запальні бомби. Двоє працівників було поранено. Пізніше, підозрюваного у цьому нападі, Ендрю Ліка із Хай-Вайкомба, знайшли мертвим у тій самій машині. Розслідування було передане Антитерористичній поліції південного сходу Великої Британії, яка виявила що поведінка Ендрю Ліка в інтернеті мала ознаки праворадикальної ідеології та теорій змов. 5 листопада 2022 правоохоронці заявили, що напад "був вмотивований терористичною ідеологією".